# Monotonia dell'implicazione
La monotonia è la proprietà di un connettivo di implicazione logica di conservare un valore di verità positivo trasformando l'antecedente "a" nella congiunzione dello stesso antecedente "a" con una qualsiasi altra formula.
in altri termini,
l'operazione di implicazione ({\displaystyle {\begin{matrix}\rightarrow \end{matrix}}}) si dice monotona se e solo se,
per ogni teoria {\displaystyle \Gamma } ed ogni coppia di fatti {\displaystyle \langle A,B\rangle },
se {\displaystyle \Gamma \vdash B} allora {\displaystyle \Gamma \cup \{A\}\vdash B}.
Il connettivo di implicazione tradizionale della logica, ovvero l'implicazione materiale o filoniana, gode della proprietà della monotonia: pertanto, la maggior parte delle logiche che sono fondate appunto sull'implicazione materiale, sono dette "monotoniche". In effetti, la monotonia esprime un carattere tutto sommato abbastanza naturale del modo con cui, in genere, si intende il concetto di implicazione: se una certa formula a implica una formula {\displaystyle b}, essa continuerà a implicarla qualsiasi altra condizione si aggiunga all'antecedente.
Risultano non monotoniche solo alcune logiche particolari, come la logica controfattuale in cui la verità di una certa formula contenente una implicazione è sempre da intendersi come sottostante a una clausola "ceteris paribus".